# Soledade (Rio Grande do Sul)
Soledade é um município brasileiro do estado do Rio Grande do Sul.